# فلو (خيل)

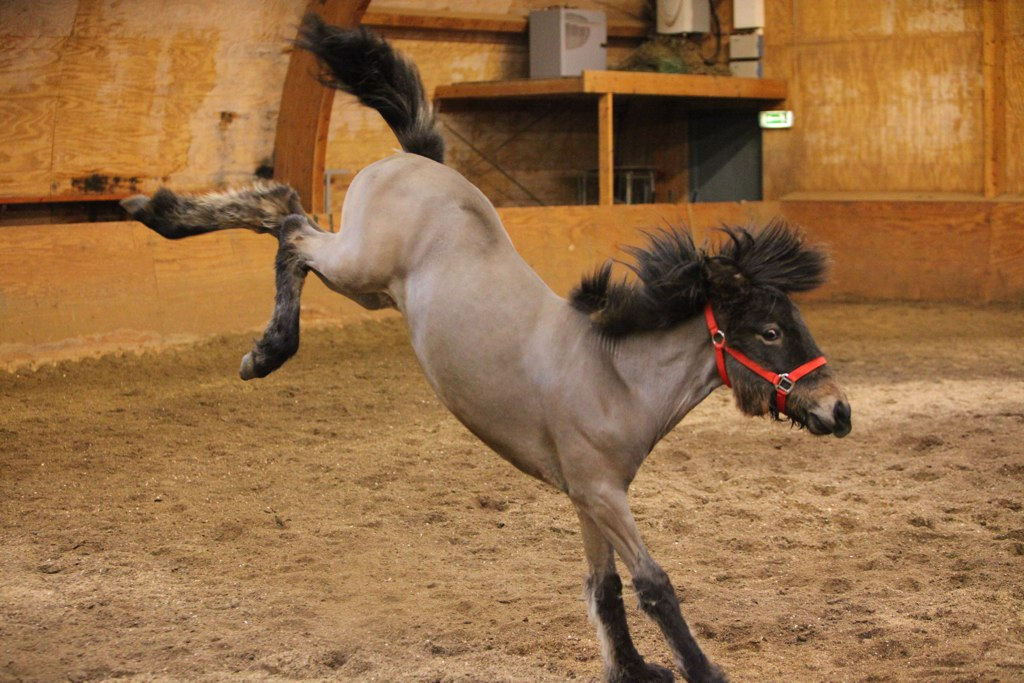
فلو يقفز

الفِلْو أو الفُلُوّ هو الجَحْشُ أَو المُهْرُ يُفْطَمُ أو يبلغُ السَّنَة. عادة يُفطم المهر بدءاً من ستة أشهر وحتى السنة الأولى من عمره. فإن بلغ من العمر عامًا، سُمِّي حوليّ.